# Banyuripan
Banyuripan is een bestuurslaag in het regentschap Klaten van de provincie Midden-Java, Indonesië. Banyuripan telt 3025 inwoners (volkstelling 2010).